# Rio Andraș Filip
O Rio Andraş Filip é um rio da Romênia afluente do rio Vinul, localizado no distrito de Harghita.